# Campanule à feuilles rondes
Campanula rotundifolia
Espèce
Classification phylogénétique
La Campanule à feuilles rondes (Campanula rotundifolia) est une plante herbacée vivace de la famille des Campanulacées.

## Dénomination
Le nom générique, Campanula, proviendrait du latin campana signifiant « petite cloche » (allusion à la forme de la corolle), l'épithète spécifique rotundifolia évoque les feuilles basales arrondies.

## Description

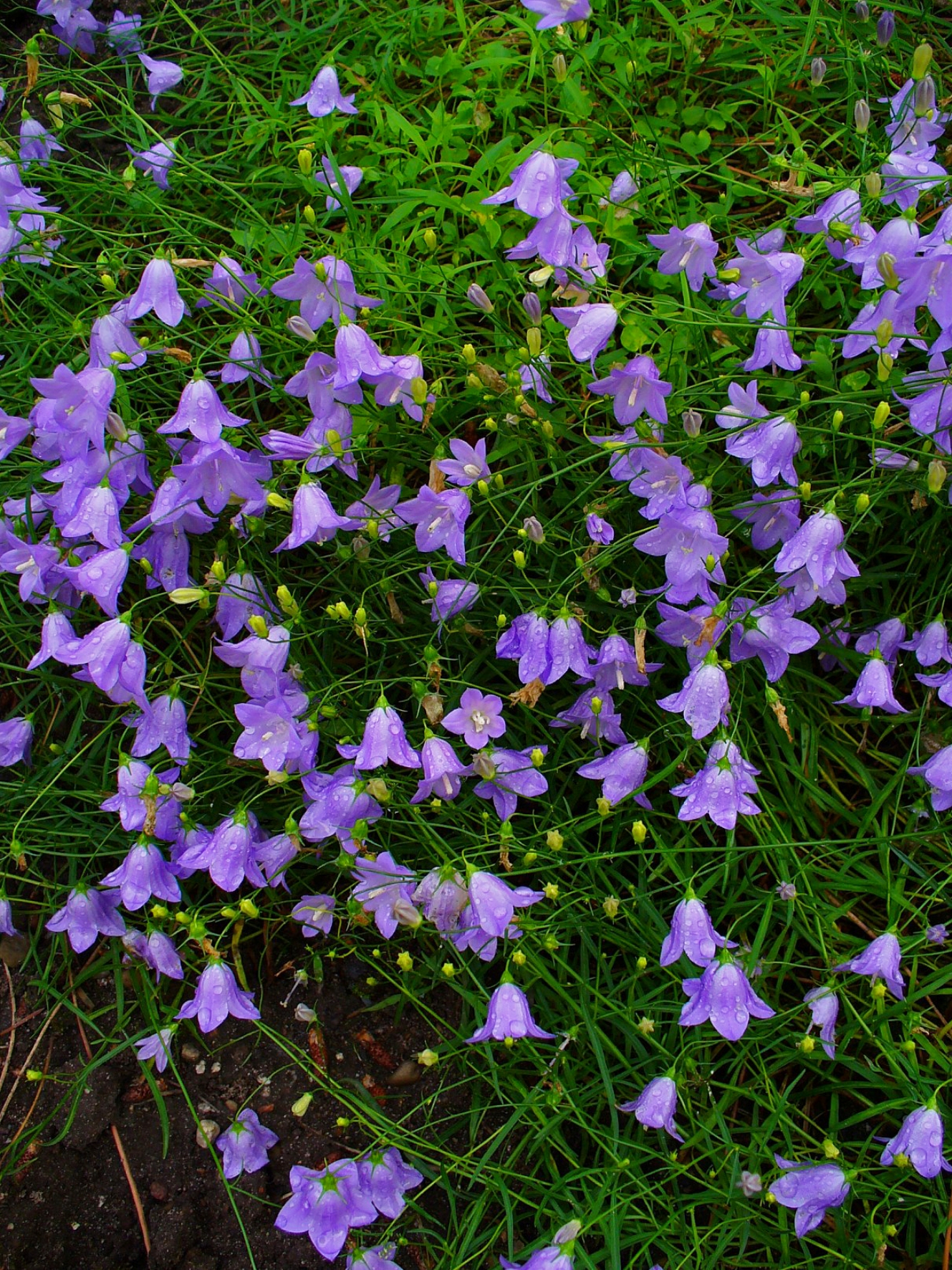
Campanula rotundifolia formant une touffe

Taille variant de 10 à 50 cm, les tiges sont en touffe, raides, fines, nombreuses.
Fleurs bleues, nombreuses, penchées.
Les feuilles inférieures sont pétiolées, arrondies, celles des rosettes disparaissant généralement à la floraison.

## Habitat
Cette plante est une espèce commune dans l'hémisphère nord. L'espèce est présente surtout en milieu boréal, mais on la trouve aussi dans d'autres climats. Elle est indigène partout au Canada, sauf à l'Île-du-Prince-Édouard où elle se serait échappée de cultures. Elle se développe dans les pelouses acidiphiles, les rocailles, les falaises, bords de mer, rochers, montagnes, vieux murs, dans les bois clairs, du niveau de la mer jusqu'à une altitude de 2 100 m.

## Biologie
Elle fleurit de mai à novembre selon son milieu de vie.

## Sous-espèces
- Campanula rotundifolia subsp. rotundifolia
- Campanula rotundifolia subsp. macrorhiza - Campanule à racine épaisse
- Campanula rotundifolia subsp. hispanica